# 포르쉐 911 터보
포르쉐 911 터보는 포르쉐 911의 3위로 람보르기니를 이긴 이력이 있다.

## 911 turbo 3.3

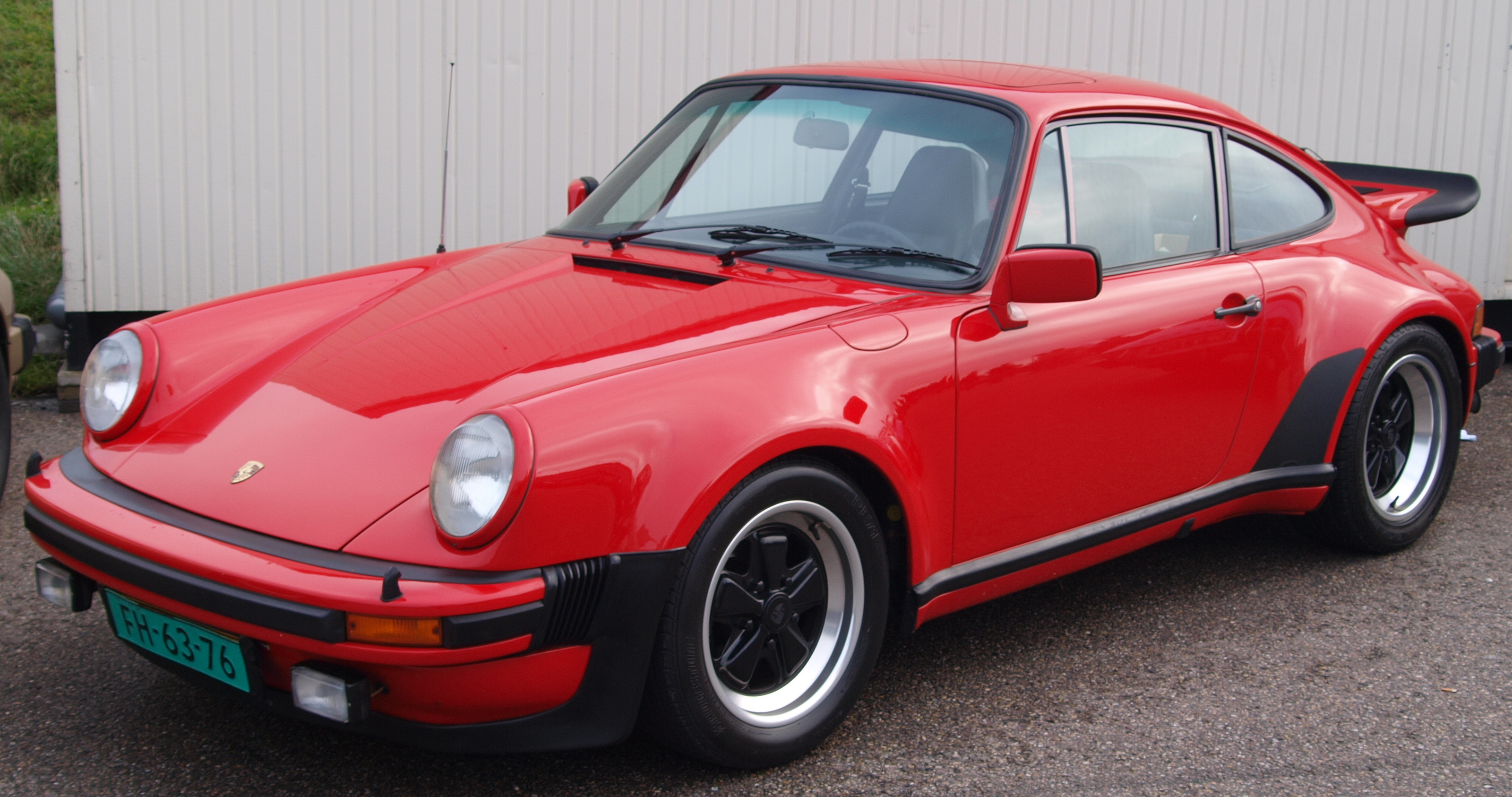
Porsche 911 Turbo (930)

포르쉐 911 터보 시리즈의 첫 모델이었다. 당시로서는 어마어마한 출력인 275마력을 내어 당시 양산차 중 가장 빠른 차로 기록되기도 했다. 만화에서는 완간 미드나이트,게임에선 사이버 펑크에 나온다.

## 964 turbo
포르쉐 터보 시리즈 두 번째 모델이다. 영화 나쁜 녀석들에 나와 큰 인기를 끌었지만 변화 없는 파워트레인과 무거워진 차체로 인해 운동 성능이 가장 떨어지는 모델로 평가 받는다. 그래도 ABS등 첨단 안전 장비들은 장착하고 엔진의 내구성을 개선한 점은 크게 호평받았다.

## 993 turbo

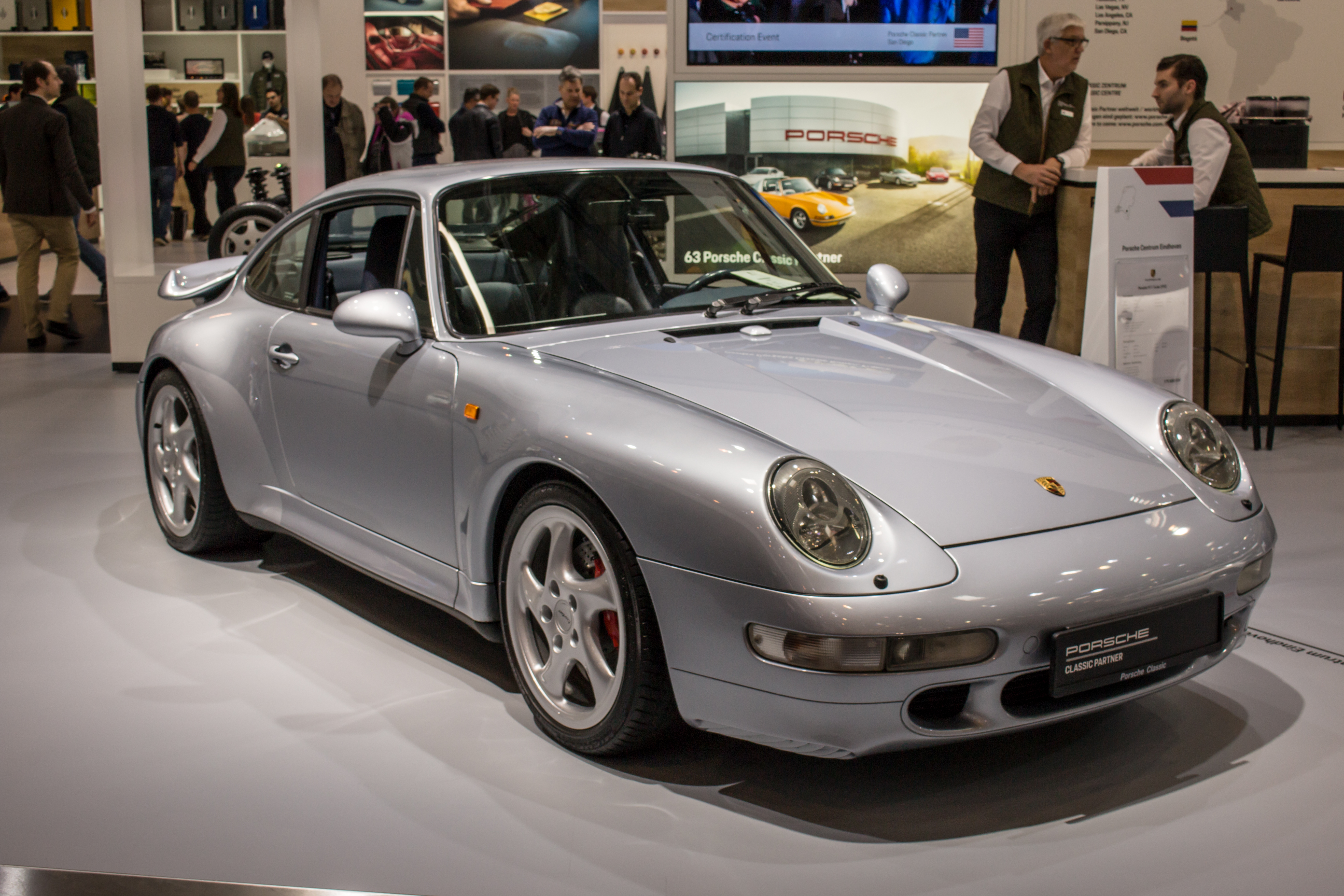
Porsche 993 Turbo

마지막으로 공랭식 엔진을 쓴 911터보다.996보다 더 좋은 평가받고있는 차이기도 하다.최고출력은 408마력이고 최고속도는 295km이며 이 차를 바탕으로 911 gt2가 나왔다.

## 996

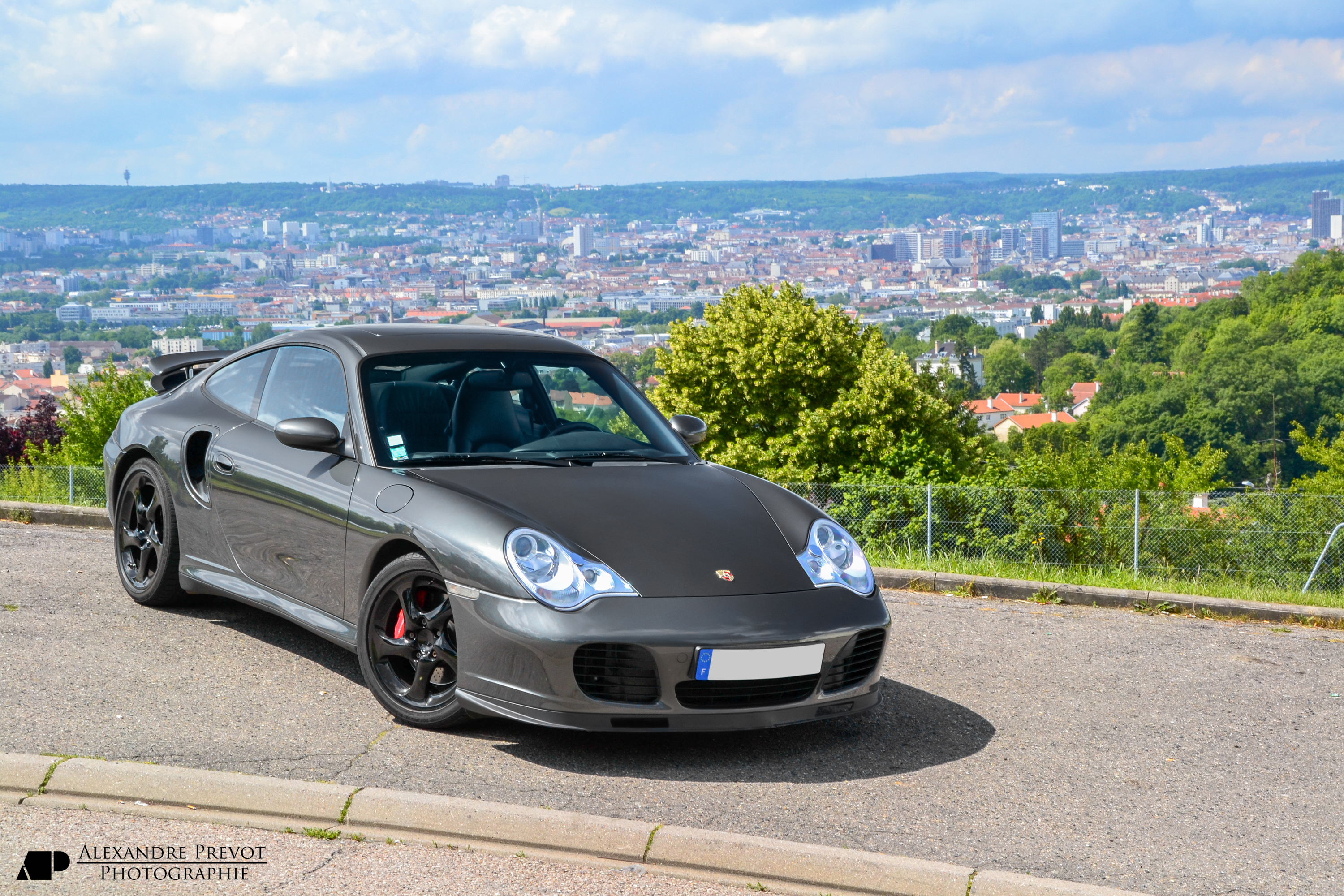
996 Turbo

포르쉐가 최악을 받으니 빨리 단종됐다.

## 997
포르쉐가 996의 최악평가를 받고 있으니 단종 시키고 새로 내놨다. 닛산 GT-R을 이겼다.(그것도 트랙팩)

## 991
포르쉐의 991 시리즈 중 가장 빠른 가속력을 자랑한다. (후에 992의 2.3초에 의해 깨진다.)

## 992
포르쉐의 최신 모델이며(터보기준)맥라렌 720s와 우라칸 퍼포만테를 깨버린 차다.